# Mosonyi Mihály
Mosonyi Mihály (eredeti neve: Brand Michael) (Boldogasszony, Moson vármegye, 1815. szeptember 2. – Pest, 1870. október 31.) magyar zeneszerző, zenepedagógus és zenei újságíró, kritikus.
Szegény magyarországi német iparos családból származott, szülei nem tudták finanszírozni tanulmányait, így nagyrészt autodidakta módon képezte magát. A szülői háztól hamar elkerült, Mosonmagyaróváron sekrestyés lett, majd 1833-ban a pozsonyi tanítóképzőben tanult, közben alkalmi munkából tartotta el magát. Két évvel később Keglevich Károly gróf vette pártfogásába, aki beajánlotta Pejachevics Péter grófhoz zenemesternek. Mosonyi hét évet töltött Pejachevics szolgálatában, majd a negyvenes évek elején Pestre ment szerencsét próbálni. Itt hamar sikerült széles körű ismeretségre szert tennie, beválasztották a Szózat megzenésítésére kiírt pályázat bíráló bizottságába is.
1845-ben feleségül vette Weber Paulinát, Weber Henrik festőművész hugát, akivel hat évig, az asszony haláláig élt boldog házasságban. Felesége elvesztése nagyon megrázta, nem is házasodott újra. 1848–49-ben nemzetőrnek állt. Az 1850-es évek elején Liszt Ferenc felkérte, hogy komponáljon meg két tételt Esztergomi miséjéhez. Ezután nem sokkal egy német nyelvű opera komponálásába kezdett, de a darab bemutatása végül nem valósult meg. 1859ben gyökeresen változtatott zeneszerzői stílusán, ettől kezdve a magyar műzenei stílus kialakítását tekintette életcéljának. 1860-ban megalapította a Zenészeti Lapokat, az első magyar nyelvű zenei folyóiratot. Ettől kezdve rendszeresen újságíróskodott, sajtóvitákban vett részt, és megfogalmazta új, nemzeti irányának főbb célkitűzéseit. 1861-ben, a Bánk bán hatására, megkomponálta Szép Ilonka című operáját. Következő művének, az Álmos című operának korabeli bemutatója, részben Mosonyi hibájából, nem valósult meg. Ezután alkotókedve alábbhagyott, Erkellel is ellenséges lett a viszonya. Mosonyi gyakran bírálta a Nemzeti Színház vezetőségét, neheztelt Erkelre amiatt is, mert a Szép Ilonkát a bemutatóra kétharmadára húzták, és nem értettek egyet Wagner zenéjének megítélésében sem.
Mosonyi utolsó éveiben már nem írt nagyobb szabású műveket, csupán kórusművek és dalok kerültek ki keze alól, e daraboknak köszönhette növekvő népszerűségét: a dalárdák sorban választották tiszteletbeli tagjukká. Később kibékült Erkellel, a Nemzeti Színház is elégtételt adott neki, amikor beválasztotta az operabíráló bizottságba. Felkérték, hogy legyen tagja annak a küldöttségnek is, amely a Zeneakadémia ügyében fordult a belügyminisztériumhoz. 1870. október 31-én Pesten halt meg.

## Élete

### Ifjúsága és pályakezdése
Mosonyi Mihályt 1815. szeptember 4-én eredetileg Michael G. Brand névre keresztelték a Moson megyei Boldogasszony községben. Valószínűleg azelőtt két-három nappal születhetett, de ő maga keresztelője napját tartotta születésnapjának. Iparos családból származott, apja és nagyapja is szűcsként, azaz inkább szűrszabóként kereste kenyerét. Idősebb Brand Mihálynak és Tell Erzsébetnek összesen nyolc gyermeke született, hat lány és két fiú. Mihály volt az idősebb fiúgyermek, harmadik szülötte a családnak. Gyermekkorát szülőfalujában töltötte, ahol a népesség harmadrészt magyar, harmadrészt német és harmadrészt zsidó volt. ebből következően ismerték egymás nyelvét és kultúráját. Ő maga a német ajkú és kultúrájú közösségben élt, ennek következtében német anyanyelvű volt, magyarul sohasem tanult meg tökéletesen, annak ellenére sem, hogy 1860-as években szorgalmasan vettette bele magát a magyar nyelv tanulásába.

Fiatalon szülőfalujában sajátította el néhány hangszer – zömmel a német közösségekben általános fúvoshangszerek – alapfokú kezelését, majd tizennégy éves korában elhagyta a szülői házat, és Magyaróvárott sekrestyés lett. Valószínűleg ekkor már játszott alapfokon orgonán, s ezen időszak alatt lehetősége nyílhatott orgonista készségének fejlesztésére. Szorgalma már ekkor is megmutatkozott: elejétől végéig lemásolta magának a Hummel által írt nagy zongoraiskolát, aminek később nagy hasznát vette. Mosonyi ugyanis autodidakta módon kezdte a zenetanulást, akárcsak Goldmark Károly. Erkellel és Liszttel ellentétben ők szegény család gyermekei voltak, ezért szüleik nem tudták finanszírozni zenei tanulmányaikat.

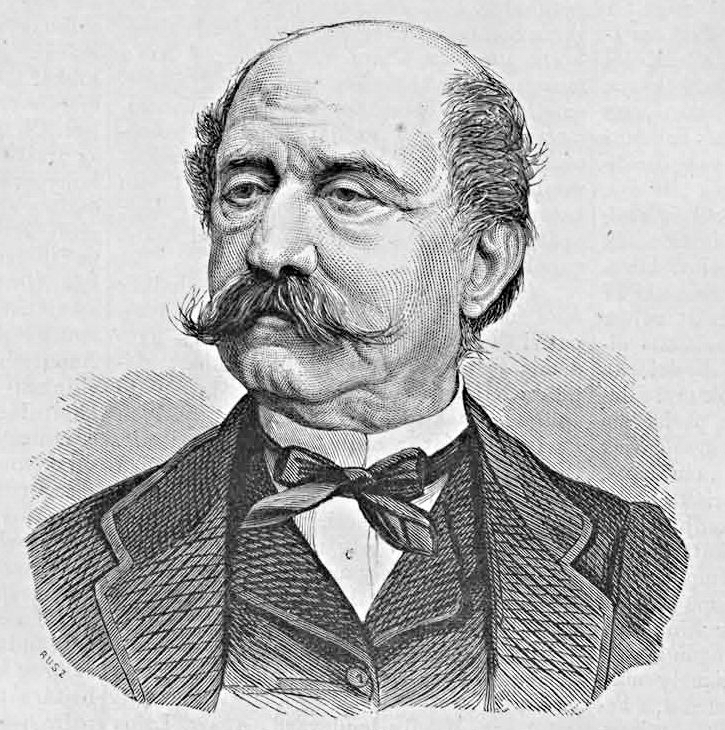
Petar Pejačević, Mosonyi pártfogója

1833-ban Pozsonyba utazott és beiratkozott az ottani tanítóképzőbe. Pozsonyban akkoriban virágzó kulturális élet volt, és Mosonyinak lehetősége nyílt megismerkedni a korabeli európai zenei élet nagy mesterei műveivel. Itt végre hozzáláthatott a rendszeres zenetanuláshoz. Szociális helyzete miatt több alkalmi munkát is kénytelen volt elvállalni: szépírás leckéket adott, kottát másolt, újságot hordott ki és rövid ideig nyomdai betűszedő is volt.
Egy ideig Turányi Károlytól vett zenei leckéket, de leginkább önképzéssel fejlesztette zenei készségeit: Hummel zongoraiskolája mellett szorgalmasan tanulmányozta Reicha négykötetes zeneszerzés tankönyvét is. 1835-ben rámosolygott a szerencse: Keglevich Károly gróf pártfogásába vette. A gróf ajánlásával került Petar Pejačević grófi házához. A felkínált zenemesteri állást Mosonyi eleinte nem akarta elfogadni, mert még nem érezte eléggé felkészültnek magát, de végül Keglevich unszolására elutazott a szlavóniai Rétfalura, és Pejačević szolgálatába lépett. 1842-ig működött zenemesterként a gróf szolgálatában. A tavaszt és a nyarakat mindig Rétfalun töltötték a grófi birtokon, de télre általában elutaztak Pozsonyba. E hét év alatt szívós munkával zongorajátékossá művelte ki magát egy némazongorává alakított hangszeren, és megalapozza zeneelméleti tudását.
Ekkor kezdett el komponálni is. Első művét 1837–1838 között vetette papírra Grand duo címen. A darab négykezes zongoraszonáta. igen jól sikerült szonátaformájú nyitótétellel, variációs formájú középtétellel és rondófináléval, bécsi klasszikus-romantikus stílusban, amely Hummel és Schubert stílusjegyeit viselte magán. Ekkor készítette el első négy vonósnégyesét is. Ezek a darabok bizonyítják, hogy szerzőjük alaposan tanulmányozta a klasszikus és kora romantikus kamarazenét, egyéni hangot még nem tudott bennük felmutatni, de a formák már mesterre vallanak. 1840-ben kezdett bele első, C-dúr miséjének a komponálásába is, de ezt csak röviddel Pestre érkezése előtt fejezte be. 1842 nyárutóján vagy kora őszén végül úgy döntött, hogy elhagyja a grófi házat, és megtakarított pénzével felköltözik Pestre, ahol zongoratanárként, esetleg zeneszerzőként szeretett volna érvényesülni.

### Az első pesti évek
Pestre érkezve fontosnak tartotta, hogy mielőbb kapcsolatot teremtsen a helyi zenei körökkel. Mivel Pozsonyban már több egyházzenei művét is előadták, így neve nem csengett teljesen ismeretlenül a magyar főváros zenei köreiben. Nem volt tehát nehéz dolga, amikor megpróbált megismerkedni a legbefolyásosabb helyi műkedvelő és zeneművészi körökkel. Hamar baráti kapcsolatba került több, akkoriban igen nagy tekintélynek örvendő zeneművésszel. Köztük volt Thern Károly (1817–1886), aki ekkor már a Gizul című opera elismert szerzője volt, és persze Erkel Ferenc (1810–1893), akinek két évvel korábban bemutatott első dalműve, a Bátori Mária, a Nemzeti Színház addigi történetének legsikeresebb magyar zenei produkciója volt.
Mosonyi rendkívül körültekintő és alapos volt a kapcsolatteremtés terén: nemcsak zenészekkel, zeneszerzőkkel, hanem színházi emberekkel, egyesületi vezetőkkel és pedagógusokkal is felvette a kapcsolatot. Minden bizonnyal ennek köszönhető, hogy már a következő év áprilisában lezajlott első szerzői estje a fővárosban. A Pestbudai Hangászegyesület előadta a Rétfalun írt h-moll nyitányát, amelynek stílusa már a korabeli olasz operák hatását is mutatja. Ezzel még nem keltett nagy feltűnést, de az egyik lap már megemlékezett „nem mindennapi zeneszerzői tehetségéről”.
Talán ez a hangverseny is hozzájárult ahhoz, hogy még ugyanabban az évben Bartay Endre, a Nemzeti Színház igazgatója, felkérte Mosonyit is, hogy vegyen részt a Szózat megzenésítésére kiírt pályázatot bíráló bizottság munkájában. A bizottság tagja volt többek között Vörösmarty Mihály és Erkel Ferenc is. A pályázat eredményét május 10-én hirdették ki, a legjobb munkának Egressy Béni megzenésítését tartották, így az ő Szózata lett a díjnyertes munka.
Közben Mosonyi befejezte ötödik és hatodik vonósnégyesét, valamint komponált két zongorástriót is, amelyek közül az egyik, a Grand trio lett első kinyomtatott műve, így ez viseli az op. 1-es számot. A Hangászegyesület 1843. november 19-én műsorra tűzte Julius Hoven Körner versére írt Ruderliedjét, melynek kíséretét Mosonyi hangszerelte meg.
1844. február 1-jén kis kórusművet írt Erkel Ferenc ünneplésére címmel, ezzel köszöntötték a január 27-én bemutatott Hunyadi László komponistáját. A darabot a Concordia irodalmi és művészeti egyesület estjén mutatták be. Az egyesületnek szokása volt kis zenés köszöntővel meglepni azokat, akik valamilyen jelentősebb sikert értek el a zenei életben. Mosonyi kórusműve az első bizonyítéka Erkellel kötött barátságának, és egyben az első, magyar nyelven komponált vokális műve is.
Március 3-án a Hangászegyesület bemutatta I. D-dúr szimfóniáját, az előadást a közönség kívánságára 24-én megismételték. Erről a művéről már terjedelmes elemzések jelentek meg szinte valamennyi jelentős folyóiratban. A bírálatok nagy része egyetértett abban, hogy Mosonyi zenéje nem annyira egyéni, mint inkább eklektikus. Ugyanakkor elismerik a mester tehetségét, és egyöntetűen szorgalmazták, hogy Mosonyi álljon a magyar zeneművelők táborába, segítsen megteremteni az önálló magyar zeneművészetet.
Húsvétkor egyik miséjét (valószínűleg az elsőt) adták elő, majd szeptember 27-én a Hangászegyesület helyettes levéltárnokának választotta. Mosonyi eközben megírta e-moll zongoraversenyét, amely első, németes alkotói korszakának legjelentősebb alkotása, s annak egyszersmind a betetőzése is volt.

### Házassága és az 1848–49-es események

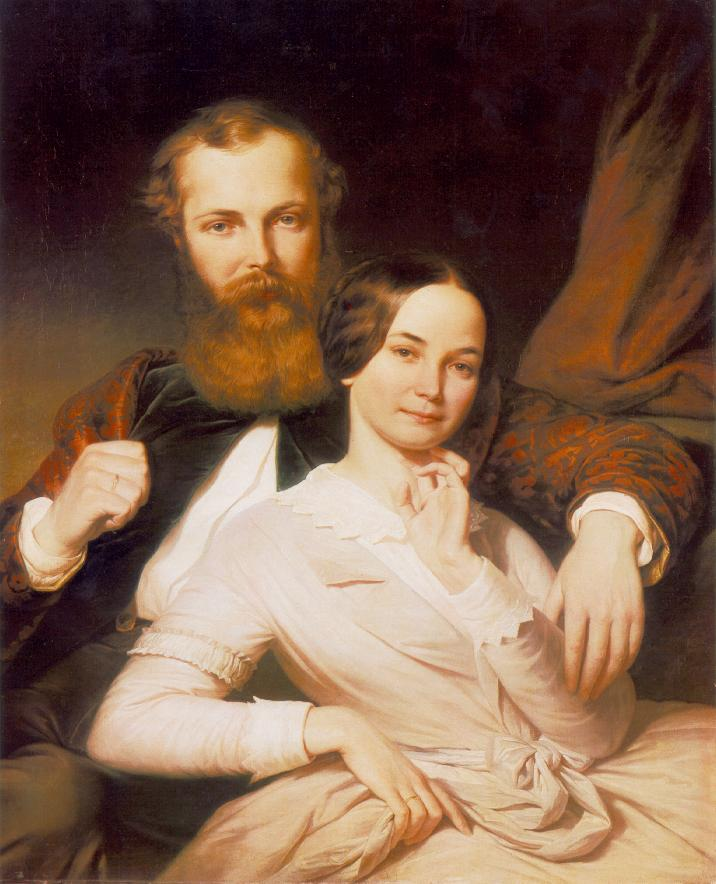
Mosonyi és felesége, Weber Henrik festményén

1845-ben megkérte a kezét Weber Paulinának, Weber Henrik festőművész húgának. Az ifjú asszonyról nagyon keveset tudnak a kutatók, de az biztos, hogy Mosonyi nagyon szerette, és felesége hat évvel később bekövetkezett halála olyan súlyos csapás volt számára, amit nem is tudott kiheverni. Nem nősült meg újra, harminchat éves korától haláláig özvegyemberként élt. Magányos és zárkózott lett, bár ebben, mint majd látni fogjuk, nem csak ez játszott szerepet.
A szabadságharc és forradalom eseményei zeneszerzői működésére is hatással voltak. 1848 áprilisában átírta a Mátray Gábor fordította Marseillaise-t kórusra és nagyzenekarra. Az átirat egy hangászegyesületi hangversenyen hangzott volna el, amelyen Petőfi Sándor is elszavalta volna néhány versét, azonban a koncert nem valósult meg. A zeneszerző nem sokkal ezután beállt nemzetőrnek.
1849-ben befejezte harmadik, F-dúr miséjét, azonban felesége ugyanezen évben bekövetkezett tragikus halála mély lelki válságba sodorta. Két évig nem komponált semmit, elkezdett művein sem dolgozott tovább, depresszióba süllyedt, amelyből csak négy év múlva szabadult meg annyira, hogy ismét kezébe vegye a tollat. Az ekkor írott művei jelentős fordulatról tanúskodnak, zenei nyelvezete a német romantika legmodernebb vonulatát tükrözik, Schumann-i Brahms-i elemekkel gazdagodik.

### Válaszúton
Az 1856-os esztendőben több jelentős változás is bekövetkezett Mosonyi életében. Befejezte a tíz évvel korábban elkezdett 2. (a-moll) szimfóniáját, ennek utolsó tételében már magyaros dallamok is felcsendültek. A művet március 30-án a Filharmóniai Társaság mutatta be.
Ebben az évben szentelték fel az esztergomi bazilikát. Az ünnepélyes eseményre Scitovszky János hercegprímás Liszttől kért új misét, aki örömmel vállalta el a feladatot. Az akkor már a zene fejedelemének számító mester azt szerette volna, ha miséje változó részeit egy neves magyar zeneszerző kollégája komponálja meg. Már 1855-ben azt a javaslatot tette a hercegprímásnak, hogy az Offertorium és a Graduale írására kérje fel a szerinte legfelkészültebb és a feladatra leginkább méltó magyar zenészt. Valószínű, hogy az ügyben Liszt személyesen is megkereste Mosonyit, aki szívesen vállalta el a feladatot, de a bemutatón az általa komponált két tételt a helyi szabályok miatt Seyler Károly esztergomi regens chori alkalmi kórusműveit játszották el.
Liszt azonban elégtételt szerzett neki: az Esztergomi mise pesti premierje előtt augusztus 24-én maga mutatta be az Offertoriumot és a Gradualét a belvárosi templomban. A Liszt-mise megszólaltatásában maga Mosonyi is közreműködött, mint nagybőgős. A zeneszerzőt az Esztergomi mise döbbentette rá Liszt zeneszerzői nagyságára. A mise bemutatása után megkülönböztetett tisztelettel tekintett a világhírű mesterre. Liszt azon kevés igaz barátai között tarthatjuk számon, aki egész életén keresztül őszinte szívből és cselekvően viszonozta Liszt barátságát. 

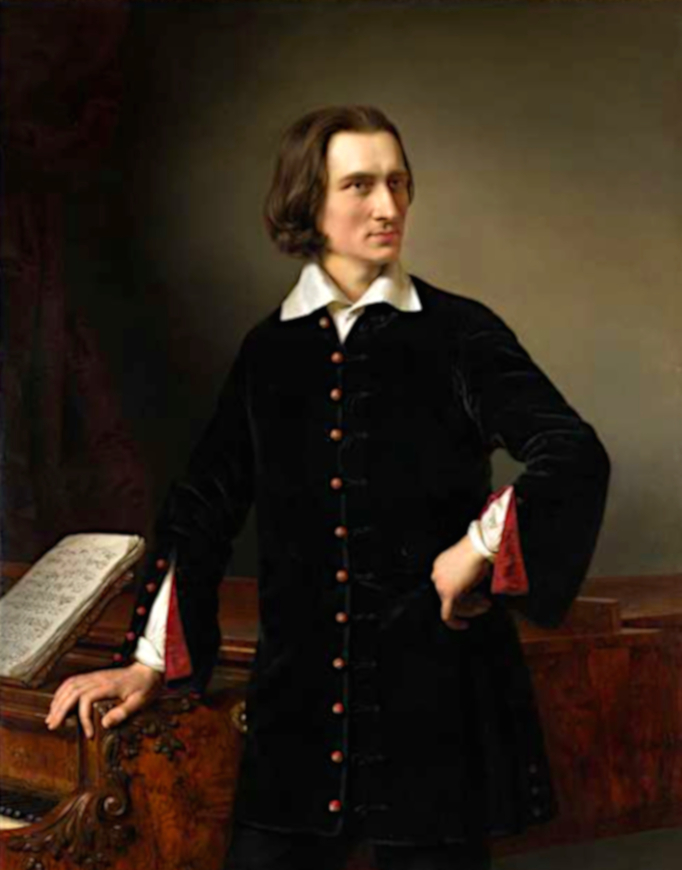
Liszt Ferenc 1847-ben (Barabás Miklós festménye)

Az 1840-es években a lapok nagy része magyartalanságukért bírálta műveit, talán ezekre a támadásokra adott válasz volt az a-moll szimfónia magyaros zárótétele. Azonban nem sokkal Liszttel való megismerkedése után még egy romantikus német opera megalkotását forgatta a fejében. Hamarosan hozzá is fogott a Kaiser Max auf der Martinswand komponálásához, s a partitúrával 1857. június 13-ára készült el.
Levélben értesítette munkájáról Liszt Ferencet, aki készséget mutatott az opera bemutatására, és tovább bátorította szerzőjét. Azt tanácsolta neki, hogy utazzon el Weimarba, hogy személyesen beszélhessék meg a részleteket. Mosonyi elfogadta meghívást, és amilyen gyorsan csak tudott, utazott. Azonban csalódnia kellett: miután szemügyre vette a partitúrát, Liszt több gyenge pontra is felhívta a figyelmét. Azt tanácsolta barátjának, hogy dolgozza át művét. Mosonyit 1858 nyarán még foglalkoztatta az átdolgozás gondolata, de végül nem állt elő ismét az opera bemutatásának szándékával. Nem csak ez, hanem Liszt Magyar rapszódiák című sorozatának, illetve a Hungaria című szimfonikus költeményének is minden bizonnyal nagy szerepe volt abban, hogy Mosonyi érdeklődése a magyar zene felé fordult.
Mosonyi ekkor rövid időre a nyilvánosságtól is visszavonult. Közel egy évig kísérletezett, tanulmányozta az akkori magyar műzenét, a népies magyar műdalt, a verbunkost. Ekkoriban változtatta meg a nevét is: a német Michael G. Brandról Mosonyi Mihályra. Hódolat Kazinczy Ferencnek című zongoradarabját és 12 életkép a magyar gyermekvilágból című karakterdarab sorozatát már e néven írta. Még 1859-ben megírta a Tisztulás ünnepe az Ungnál a 886-ik esztendőben című kantátáját, amely az első jelentős, magyar stílusban írt műve volt. Ennek ellenére előadására nem került sor, pedig több alkalommal is készültek rá.

### A pálya csúcsán

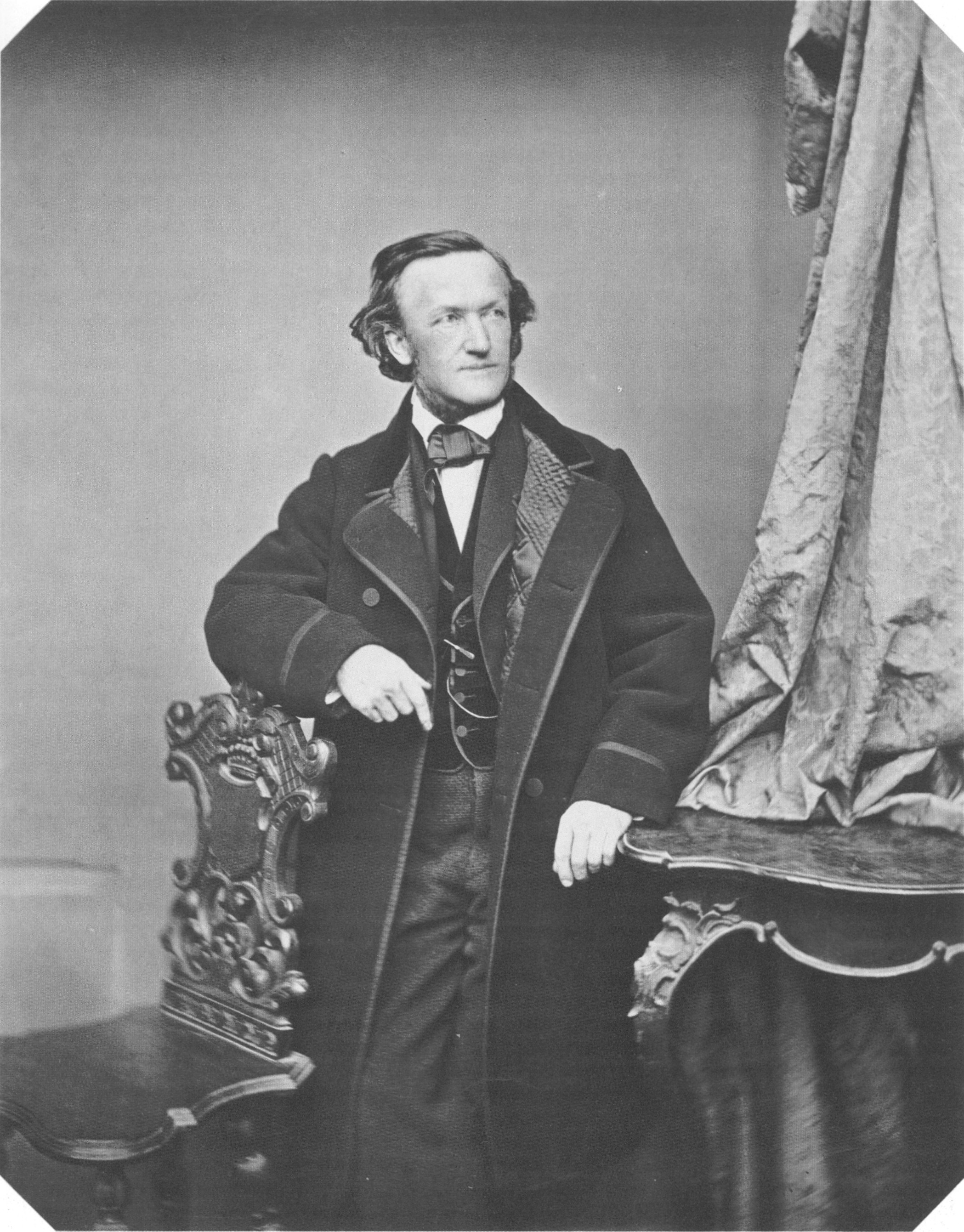
Richard Wagner, Mosonyi külföldi méltatója

Mosonyi még visszavonulása idején tanulmányozta át Szénfy Gusztáv Elméleti és gyakorlati zenekönyv című munkáját, és 1860-ban úgy gondolta, hogy az írónak is, a magyar zene ügyének is jó szolgálatot tesz, ha méltatja a művet, Március 7-én a Pesti Naplóban napvilágot látott első zenei programtervezete. Nem sokkal ezután megírta első magyar műdalát is, hogy lássák, nem csak beszél, cselekszik is (Petőfi A szerelem, a szerelem című versét zenésítette meg). Nézete szerint az általános zeneoktatás biztosítása, a képzett zenészek kitanítása lehet az első lépés a nemzeti stílus kimunkálásának útján. Első hírlapi vitája végül győzelemmel zárult: a sajtó behódolt nézeteinek. Mosonyi egy magyar zenealap létrehozását javasolta, s ennek szükségességét elvben mindenki elismerte.
Nyilvános vitájával sikeresen keltette fel a közvélemény érdeklődését a magyar zenei élet legfontosabb kérdései iránt. Felhívta a figyelmet új művek, intézmények szükségességére. Ezután több, pedagógiai célzatú mű is kikerült a tolla alól: megírta a Magyar zenekölteményt, majd Tanulmányok zongorára, a magyar zene előadása képzésére című, négy kötetnyi zongoraciklusát.
Utóbbi darab partitúrája 1863 nyarán Richard Wagner kezébe jutott. A német mester nem igen osztogatta elismerését kortársainak, Ábrányi Kornélhoz intézett levelében mégis dicsérte Mosonyi stílusát. A zeneszerző még a nyár folyamán négy zenekari művet komponált, ezekkel kísérletet tett a magyar szimfonikus stílus megteremtésére. A partitúráknak külön érdekessége, hogy rajtuk a hangszerek magyar néven szerepelnek: a fagott búgósípként, a cintányér pedig medenceként, valószínűleg Mosonyi honosította meg a magyar nyelvben a brácsa mélyhegedű elnevezését.

### A Zenészeti Lapok
Mosonyi, amint magyar zeneszerzőként a közönség elé lépett, felvetette egy magyar zenei lap megteremtésének gondolatát. A korábban magányos zongoratanárból a hatvanas évek elején szenvedélyesen vitázó és szervező vezéregyéniség lett. Lapalapítási terve nagy feltűnést keltett. A fővárosi művészek érdeklődéssel fogadták és támogatták a gondolatot, és ki is bővítették az eredeti terveket: azt szerették volna, ha írók, költők, képzőművészek és zenészek közösen adnának ki egy szépművészeti közlönyt. A főszerkesztő Egressy Gábor, az irodalmi rovat szerkesztője Szilágyi Virgil lett volna. Ezen kívül több neves képzőművész is felajánlotta a közreműködését: Than Mór, Weber Henrik, Orlai Petrich Soma stb.
Az elképzelések azonban nem valósultak meg: az egyes művészeti ágak képviselői nem tudtak megállapodni a lap elvi irányvonalát és beosztását illetően. Az anyagi fedezet is megoldhatatlan problémának bizonyult. Mosonyit nem izgatta különösebben a fúziós törekvések kudarca: joggal tartott tőle, hogy a sok neves közreműködő között elvész majd szavainak súlya. Ezenkívül gyakorlati megfontolásból sem tartotta jó ötletnek a felvetést. Világosan látta, hogy a sokak által irányított közlöny anyagi biztonságot nemigen fog nyújtani, márpedig ez elengedhetetlen lett volna a lap hosszabb ideig történő fennmaradásához.
Miután a konzorcium szétoszlott, Mosonyi továbbra is szorgalmazta egy önálló zenei lap megindítását. Végül 1860. október 3-án jelent meg a Zenészeti Lapok első száma: a főszerkesztő Ábrányi Kornél lett, a címlapon pedig szerepelt még Bartalus István és Rózsavölgyi Gyula neve is Mosonyié mellett, mint főmunkatársak. Ábrányi a szerkesztés mellett főleg vezércikkeket és bírálatokat írt, Bartalus keze alól elsősorban kritikák és humoros, zenei torzképek kerültek ki, míg Rózsavölgyi egy általános zenetörténeti cikksorozatba kezdett. Mosonyi szinte minden rovatba írt: vezércikket, nyílt levelet, tárcát, ismertetést, bírálatot. Még egy folytatásos összhangzattani leckesorozatot is kiadott, így ösztönözve fiatal kollégáit saját maguk képzésére.
Közben csodálatos terveket szőtt arról, hogy műveltté teszi a magyar zenei közönséget, és magyar világzenéről ábrándozott. Elképzelései szerint a népdalokat és a primitív táncokat kell tervszerű művészetté alakítani. Hamar szembesült azonban azzal, hogy egyetlen ember számára ez túl nagy feladat. Ezért szövetségeseket kezdett keresni. Tisztában volt vele, hogy sokak számára az alapvető zenei műveltség megszerzése is megoldhatatlan probléma. Akkoriban még nem volt Zeneakadémia, a Pestbudai Zenede és az a néhány zeneiskola pedig, amely a nagyobb vidéki városokban működött, nem volt elegendő ahhoz, hogy zeneileg művelt közönséget és minden tekintetben kifogástalanul felkészült zenészeket neveljen ki.
Mosonyi több megoldást is kigondolt a problémára. Az egyik ilyen volt a folytatásos összhangzattan leckék közlése a Zenészeti Lapokban. A másik a gyakorlati bírálat. Több, nem túl képzett, de ígéretes tehetségnek bizonyult zenészt vett részletes elemzés alá bírálataiban, rámutatva kollégái erényeire és hibáira. És végül, de nem utolsósorban, minta-művek komponálásába kezdett. Népdalfeldolgozásokat, népdalátiratokat készített, így akarta megmutatni a vidéki zenekedvelőknek, hogyan lehet a népies dallamokat fejlett zeneszerzői eszközökkel feldolgozni.
A vidéki komponisták istápolása azonban sem Ábrányinak, sem Bartalusnak nem nagyon tetszett. Ábrányi szerint Mosonyi egyik megbocsátható hóbortja volt, hogy különös szeretettel viseltetett a vidéki, képzetlen komponisták sorsa iránt. Érthetetlen volt számukra, hogy az, aki Schumannról, Wagnerről, Lisztről vagy Erkelről ír, ugyanolyan lelkesedéssel viseltessen Egressy Béni vagy Szénfy Gusztáv iránt. Ma már világosan látják a korszakkal foglalkozó kutatók, hogy azért lelkesítette ezeket a harmadrangú komponistákat is, mert európai műveltséggel szerette volna beoltani a magyar zenei életet. Ezenkívül a már meglévő zenei intézményeket is az új magyar zenei mozgalom szolgálatába kívánta állítani: egy egész cikksorozatot szentelt a Nemzeti Színház és a zenede átalakítási terveinek. Ezekben olyan reformgondolatokat vetett fel, amelyek ma is megállnák a helyüket. A zenedét az új magyar zenei mozgalom központjává akarta fejleszteni. Talán ő volt az első, aki leírta Magyarországon, hogy a zenei élet szervezését alulról kell kezdeni, mert az alap a zeneileg művelt nagyközönség.
Ettől kezdve gyakorlatilag valamennyi művét arra a közkézen forgó dalkincsre alapozta, amiben kevés régi-, túlnyomórészt újstílusú magyar népdal volt, külföldi anyaggal vegyest és keresztezve, mindaz, amit akkori felfogás szerint népdalnak hívtak. Ez volt a 19. század romantikus népdalfogalma. Liszt, Brahms és minden külföldi zeneszerző, aki magyar zenével foglalkozni akart, nyomtatott népdalgyűjteményekből szerezte, ilyen volt pl. a Füredi–Bognár-féle 100 magyar népdal. Ez a gyűjtemény volt a forrása Mosonyi szinte valamennyi népdalátiratának is, valamint számos darabja mintául szolgált önálló népies hangulatú témáihoz. Első népdalátirata 1860. december 5-én jelent meg a Zenészeti Lapok 10. számának műmellékleteként. Igényes, hatásos átiratai hamar nagy népszerűségre tettek szert az olvasók között. A következő évben Mosonyi további tíz dalfeldolgozással, három füzetnyi anyaggal gazdagította a népszerű műfajt.
Még 1860. december 16-án került sor a filharmonikusok Nemzeti Múzeumbeli hangversenyén Mosonyi első magyar szimfonikus bemutatójára. Az est folyamán a Gyászhangok Széchenyi halálára című darabot adták elő Erkel Ferenc vezényletével. A koncert jól sikerült, a közönség hosszasan tapsolt, a lapok pedig elismerőleg írtak Mosonyi legújabb művéről.

### A Szép Ilonka
1861. március 9-én a Nemzeti Színház bemutatta Erkel Bánk bánját. Mosonyi nagy lelkesedéssel fogadta a darabot, és utóbb hosszú ismertetőt is írt róla. Másnap részt vett azon az ünnepségen, amelyet a fővárosi zenészek rendeztek a világhírű hegedűművész, Reményi Ede tiszteletére, az Európa szálló éttermében. Korábban elég feszült volt a viszony Reményi és a Zenészeti Lapok között. Egy évvel korábban maga Mosonyi is lekicsinylően emlékezett meg a bálványozott hegedűsről, azonban hamar felismerte, hogy ez a népszerű előadóművész csak hasznára lehet az új magyar zenei mozgalomnak.
Olyan harcostársra számított Reményi személyében, aki majd újabb híveket toboroz ügyének külföldön és belföldön egyaránt, valamint tevékenyen elősegíti a nemzeti kamarazene-művészet kibontakozását. Nyílt levelet intézet Reményihez, de az nem felelt rá írásban, bár úgy tűnik, később megszívlelhette Mosonyi javaslatait: 1861 végén kísérletet tett a magyar kamarazenei kultusz megteremtésére.
Mosonyit nem sokkal később már egy teljesen más jellegű probléma kötötte le: magyar operát akart írni. A dalmű s a magyar nemzeti színház című tanulmányából tudjuk, hogy régóta foglalkoztatta egy magyar környezetben játszódó, tisztán magyar zenei elemekből felépülő nemzeti opera terve. Második operájának első vázlatait 1861 kora tavaszán vethette papírra, a partitúra áprilistól decemberig készült. A Zenészeti Lapok júliusban számolt be először Mosonyi készülő operájáról, ekkor már elkészült a második felvonás vezérkönyve.

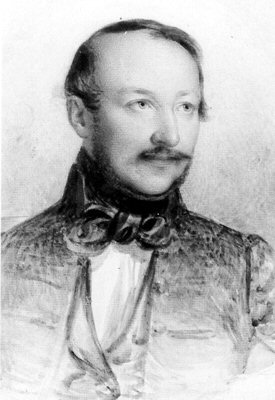
Vörösmarty Mihály, a Szép Ilonka költője

Az 1861-es évet a zeneszerző nagyobbrészt a Szép Ilonka komponálásával töltötte, néhány zongoraátiraton, egy kamarazenei művön és egy pár újságcikken kívül ez évben nem került ki más a tolla alól. A szövegkönyvíró, Fekete Mihály, hűen követte az eredeti Vörösmarty balladát. Librettója azonban nem drámai, szövege helyenként csak nagyon halvány kópiája Vörösmarty érett, romantikus stílusának. A darabnak nincs igazi hőse, csak hősnője, s annak belső lelki drámájából Fekete képtelen volt színpadi akciót formálni. Ha Mosonyi tapasztalt színházi ember lett volna, rögtön észreveszi a szövegkönyv buktatóit, de a színpadszerűség kérdéseivel nem igazán foglalkozott. Vörösmarty története első olvasásra megnyerte tetszését, Fekete szövegét rögtön megfelelőnek találta, s úgy látta, lehetőséget ad neki, hogy magyar áriákkal, együttesekkel és recitativókkal töltse meg azt.
A Szép Ilonka tulajdonképpen lírikus állóképek és tömegjelenetek füzére. A zeneszerzőnek a dalmű megkomponálása által sikerült átültetnie a gyakorlatba elképzeléseit, a nemzeti dalmű fejlődésének új távlatot nyitott. Azonban a korabeli hallgatóság figyelmét sem kerülhette el, hogy Mosonyi stílusegysége, szándékosan csak magyaros zenei motívumokkal dolgozó palettája bizonyos kiterveltség és egyhangúság érzetét kelti. Sokan vélték úgy, hogy a szerző még a szüneteket is kínosan kiszámította.
A Szép Ilonka ősbemutatójára december 19-én, Erkel Ferenc vezényletével került sor a Nemzeti Színházban. A kritika az előadókról nagy elismeréssel szólt, akikkel maga Mosonyi is elégedett volt. Az évad végére a darab eljutott a hatodik előadásig, egyik részlete a filharmonikusok 1862. március 25-ei koncertjén is felcsendült. Még e hónapban napvilágot látott az opera zongorakivonatának kiadása a Rózsavölgyi Zeneműkiadó jóvoltából. 1862-től a nagyközönség szép lassan elkezdte megismerni Mosonyi művészetét: ettől kezdve egyre több újság számolt be dalainak, zongoradarabjainak, kórusműveinek kedvező vidéki fogadtatásáról.
Ugyanakkor alábbhagyott a zeneszerző publicisztikai tevékenysége, igaz, két nagy sajtóvitába még sikerült belekeverednie. Az operaellenes Bulyovszky Gyulával szemben meggyőzően fejtegette cikkeiben, hogy a Nemzeti Színház művészi–anyagi válságán egyáltalán nem segítene, ha az operát száműznék falai közül. Szerinte ezzel csak azt lehetne elérni, hogy szegényebb legyen a főváros kulturális élete. Ezután a Szépművészeti Csarnok című lappal vette fel a harcot. A lap az új zenei mozgalmat következetlennek, szentségtörőnek és eredménytelenek ítélte. Ezekre a vitákra 1862 második felében került sor. A zeneszerzőt tavasztól őszig foglalkoztatta új, nagyszabású művének, Álmos című operájának a megírása.

### Mosonyi zenedrámája: az Álmos
A Szép Ilonka előadása bizonyára sokféle tanulsággal szolgált a zeneszerző számára, amelyeket kamatoztatni tudott új dalműve komponálása során. A Zenészeti Lapok 1862. május 8-án adta először hírül, hogy Mosonyi új operán dolgozik, majd augusztus 14-én részletesebben is tájékoztatta olvasóit.
A zeneszerzőt most teljesen más irányelvek vezérelték, mint a Szép Ilonka komponálásakor: Richard Wagner zenedrámai törekvéseinek magyar változatát akarta megvalósítani. Már a Szigligeti Ede által írt librettó is sok wagneri vonást hordozott: tündérek, ördögök, valamint az önfeláldozó szeretet gondolata jelentek meg a cselekményben. Szigligeti tapasztalt színházi ember volt, aki Erkel számára is készített operaszövegkönyvet (Dózsa György), de ez esetben nem sikerült dramaturgiailag jól kiviteleznie a szöveget. A librettóban túltengnek a dikciók az akciókkal szemben, és a drámai fejlesztésnek az eszköze sok helyen nem a szembeállítás, hanem a felsorakoztatás, az egymás mellé állítás, vagyis nincs igazi konfliktus a történetben. Az alapkonfliktusnak szánt szembeállítás is erőltetettséget tükröz. Mosonyit ezúttal sem zavarták a dramaturgiai hibák: magával ragadta a mű eszmeisége, és egyből beleszeretett a szövegbe. A megváltás wagneri gondolata, az ősmagyaroknak és az európai népeknek az első találkozása számára minden fogyatékosságot ellensúlyozott.

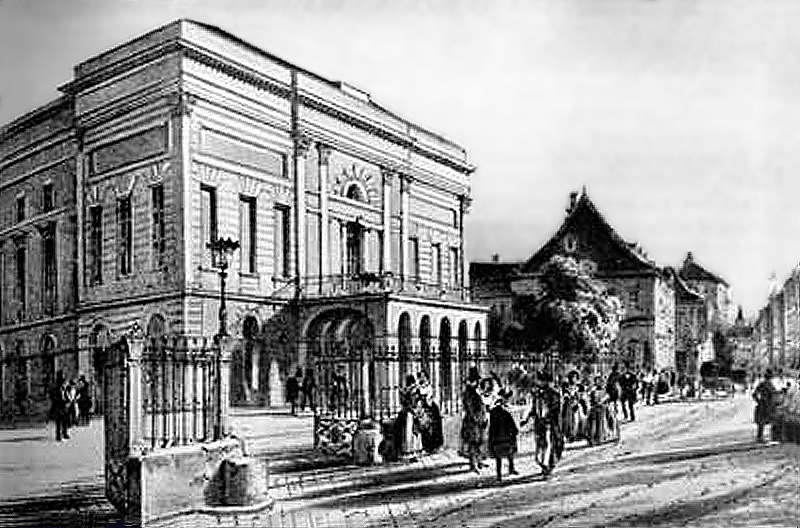
Az akkori Nemzeti Színház épülete

Meglepő módon a darab bemutatását maga a zeneszerző gátolta meg, nem találta ugyanis eléggé felkészültnek a Nemzeti Színházat, főleg az énekkar teljesítményét kritizálta hírlapi nyilatkozatában. Úgy vélte, hogy az egyes jelenetek hatásosságát elsősorban a tömegjelenetek megfelelő kivitelezése révén lehet elérni. Elmondása szerint a szólóénekesekkel szemben nincsenek fenntartásai, de az akkori férfi és női karról már nem ez volt a véleménye. Szerinte szükség lett volna rá, hogy a kórus minden egyes férfi tagja erőteljes tenor hanggal rendelkezzék, s ezt nem látta biztosítottnak.
A Nemzeti Színház már a nyilatkozat megjelenése előtt is neheztelt Mosonyira: akkor már a Zenészeti Lapok meglehetősen élesen bírálta a magyar színházi viszonyokat, a korszerű operajátszásért és Wagner műveinek a műsorra tűzéséért küzdve. A vita végül mindkét fél részéről személyes síkra terelődött, így megmérgezte Mosonyi és Erkel barátságát is.
1863 augusztusában nagy szenzációként hatott a hír, hogy a bécsi operaház vállalkozik az Álmos bemutatására. A kezdeményezés Bignio Lajostól, a bécsi opera korábban Pesten működő énekesétől származott, aki annak idején jelentős sikert aratott a Szép Ilonka Peterdijeként.
Három év múlva, 1866. december 1-jén sor került a Nemzeti Színház első Wagner-előadására: lezajlott a Lohengrin magyarországi ősbemutatója. Az előadás fényes sikert aratott, s ez Mosonyit is meggyőzte arról, hogy a színház eszköztára talán nem is annyira elavult. Nem sokkal a bemutató után be is nyújtotta előadásra a színházhoz az Álmost. Közben Erkellel is kibékült, de végül az opera bemutatásából nem lett semmi, annak ellenére sem, hogy a színház több alkalommal is készülődött a darab előadására: 1867–1870 között gyakorlatilag minden évben megjelent egy-egy hír az Álmos betanulásáról, vagy legalábbis műsorra tűzésének szándékáról. A tényleges bemutató azonban csak 1934-ben valósult meg, különösebb siker nélkül.

### Az Erkel–Mosonyi vita
Az Álmos befejezésével véget ért Mosonyi alkotói pályájának legjelentősebb szakasza. Lendülete alábbhagyott: a zeneszerző csalódott a közönségben, a zenei intézményekben, fegyvertársaiban. Többé nem komponált nagyszabású műveket, csak alkalmi dalokat, kórusműveket, egy misét, egy kantátát és egy zongoradarabot. Szép lassan vitázó kedve is elmúlt. 1863-ban még szót emelt a Nemzeti Színház művészeti vezetésének hibái ellen, de 1867-től végérvényesen elhallgatott.
Egykori jó barátjával, Erkellel sem volt már olyan a kapcsolata, mint pár évvel azelőtt. A magyar nemzeti opera megteremtője elismerte Mosonyi tudását, legidősebb fiát, Gyulát hozzá küldte tanulni. Mosonyi szintén elismerően nyilatkozott Erkel munkásságáról: hosszú és meleg hangú ismertetőt írt a Bánk bánról, felköszöntötte az operaszerzőt a Hunyadi László sikere után. Erkel sem csak a pedagógust becsülte barátjában: ő mutatta be Mosonyi II. szimfóniáját, a Gyászhangokat, az Ünnepi zenét, és ő segítette a Szép Ilonkát is a Nemzeti Színház színpadára.

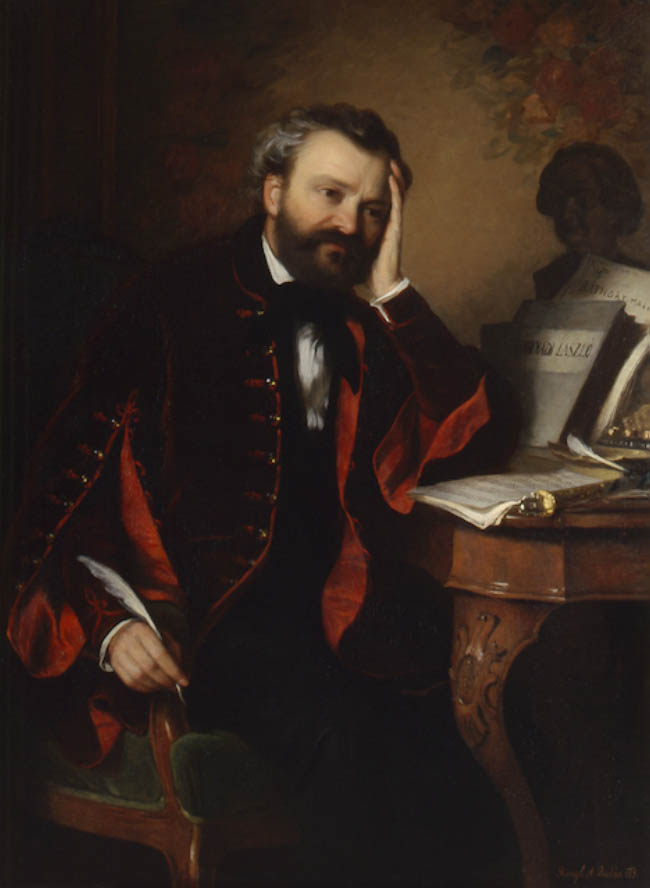
Erkel Ferenc, a barát és vetélytárs

Ám mindezek ellenére 1862-től számos tény tanúskodik arról, hogy sokéves barátságuknak vége szakadt. Ennek az okát csak sejteni lehet. Mosonyit bántotta, hogy a Szép Ilonka partitúráját a bemutató érdekében nagyjából a kétharmadára húzták (egy teljes felvonás kimaradt), a bemutatót nem is támogatta teljes szívvel. Emellett az újságíró Mosonyi szervezeti–műsorpolitikai reformokat sürgetett, de Erkel sok kérdésben makacsnak bizonyult. Ez indokolható azzal, hogy Erkel jobban ismerte a színház művészi-anyagi lehetőségeit. Kettejük nézeteltérését ezen kívül számos, kisebb összeütközés fokozta.
Mosonyi negyedrangú cikkeket kezdett írni egykori barátja ellen. Erkel ezekre nem válaszolt, de rágalmazója műveit bojkott alá vette a Nemzeti Színháznál és a filharmonikusoknál egyaránt. Közben mások is nyíltan beleavatkoztak a vitába: 1864. február 19-én a Pesti Napló azt javasolta, hogy Erkel helyébe tegyék meg Mosonyit a Nemzeti Színház karnagyának. A színházigazgató ezután nyilvános elégtételt adott Erkelnek, és olyan kijelentést tett, miszerint Mosonyi karmesteri képességeiről meg kellene előtte győződnie, de nincs kedve kísérletezni. Mosonyi soha sem tört karmesteri babérokra, de joggal érezte sértve magát. Méltóságos Radnotfáy Sámuel úrnak címmel, Mosonyi Mihály (zongoratanító) aláírással heves hangvételű nyílt levelet intézett a színház igazgatóhoz.
Ezután Mosonyi és Erkel, illetve az általuk képviselt zenei intézmények között még jó ideig nem enyhült a légkör. A két neves zeneszerző csak 1865-ben, a Nemzeti Zenede jubiláris évében békült ki. Ezután Erkel olykor el-elvezényelte Mosonyi egy-két kórusművét, Mosonyi pedig kétszólamú átiratot készített a Himnuszból, de barátságuk már nem volt a régi. Összekülönbözhettek Wagner művészetének megítélésében is: Mosonyi csodálta, Erkel viszont, elsősorban magyar zenepolitikusként, nem szívelte a német operaszerző művészetét.

### Wagner pesti látogatása és Mosonyi növekvő népszerűsége
Mosonyi a magyarországi Wagner-kultusz első apostola volt: jórészt neki köszönhető, hogy 1863-ban Wagner Magyarországra látogatott, és július 23-án és 28-án nagy sikerű hangversenyeket rendezhetett saját műveiből (egyébként a német zeneszerző programjai között szerepelt a Brankovics György című Erkel-opera megtekintése is a Nemzeti Színházban, de betegség miatt az előadás elmaradt). Wagner hálás lehetett Mosonyinak és társainak a koncertek megszervezéséért, ugyanis ezzel alapozták meg művei magyarországi jövőjét. Július 29-én, a polgári lövöldében, díszvacsorát rendeztek tiszteletére. Pesten töltött napjai alatt Wagner néhány magyar zeneművet is megismert, nagy jövőt jósolt a magyar zenei életnek, és igen méltatta Mosonyi egyik zeneművét is, aki ennél nagyobb elismerésre aligha vágyhatott.
Az Álmos komponálását követő két esztendőben egyértelműen a színházi vita és Wagner látogatása volt Mosonyi életének legfőbb eseménye. 1863 és 1864 augusztusában kisebb külföldi pihenőutakat tett, majd 1864 húsvétján Pozsonyban bemutatták a tíz évvel korábban írt IV. miséjét. A Zenészeti Lapok szerint a zeneszerző hálából, minden egyházzenei művének partitúráját a pozsonyi egyházi zeneegylet könyvtárának adományozta. Április 3-án Pesten, Karl Tausig búcsúhangversenyén, mint a magyar zenei élet képviselője jelent meg, és babérkoszorút nyújtott át Liszt Ferenc világhírű tanítványának.
Mosonyi az 1840-es évektől komponált különféle alkalmi kórusműveket, de a hazai kórusirodalmat főleg 1863-tól gyarapította. 1863-ban mindjárt három férfikar került ki a keze alól, de ezek a darabok messze elmaradnak korábbi zenekari és egyházzenei művei frissességétől. Ennek ellenére Mosonyi éppen ezek által vált közkedvelt és népszerű zenei tekintéllyé. Jól mutatja ezt, hogy 1863-ban a Lugosi Dal- és Zeneegylet, a következő évben a Nagyszombati Dalárda, az Aradi Dalegylet és a Pestbudai Dalárda, 1865-ben a Nyíregyházi és a Komáromi Dalárda, 1866-ban a Pécsi Dalárda és a Győri Ének- és Zeneegylet, 1868-ban a Pesti Zenekedvelők Egylete, az Érsekújvári Dalegylet és a Kolozsvári Dalkör, 1869-ben a Budai Egyházi Énekegylet, 1870-ben a Kecskeméti Városi Dalárda küldött a zeneszerzőnek tiszteletbeli tagságról szóló oklevelet.
Mosonyi ezért a népszerűségért nagy árat fizetett: nemcsak nagyobb szabású zenei terveiről kellett lemondania, de stílusát és zenei eszköztárát is a dalárdák nem túl magas igényeihez kellett szabnia. Ennek következtében népszerűségének növekedése mellett művészi kifejezőereje egyre inkább elsekélyesedett.
Eközben egyre magányosabbá is vált, végül utolsó fegyvertársától, Ábrányi Kornéltól is meg kellett válnia. Sokáig halogatta a szakítás gondolatát, aztán 1866 márciusában kilépett a Zenészeti Lapok szerkesztőségéből, a lap pedig még ez év májusában beszüntette megjelenését. Öt hónapos szünet után októberben újraindult, de már Mosonyi nélkül. A zeneszerzőt kiábrándította Ábrányi reménytelen helyzete, ezért döntésével tulajdonképpen azt akarta elérni, hogy kollégája tovább léphessen.
1865 májusában Mosonyi a Trisztán és Izolda bemutatójára a bajor fővárosba utazott, ahol összesen tizenegy napot töltött el Wagner társaságában. Az operabemutató végül nem valósult meg, de a zeneszerző így is életre szóló élményekkel tért vissza Pestre. Wagnert bántotta, hogy barátja dolgavégezetlenül utazott el, marasztani akarta, de levele Mosonyit már nem találta Münchenben. Engesztelésképpen a Trisztán és Izolda június 14-én lezajlott ősbemutatójáról a német zeneszerző levélben számolt be barátjának.
Közben Mosonyi Liszttel is újra felvette a kapcsolatot. 1865-ben ünnepelték a Hangászati Zenede fennállásának 25 éves évfordulóját, és ez alkalomból hívták meg egy újabb hazai szereplésre a világhírű mestert. Mosonyi fáradozásainak hála, a helyi jelentőségű ünnepség végül országos, zenei fesztivállá nőtte ki magát, Liszt Szent Erzsébet oratóriumának ősbemutatója révén. A világhírű zeneszerző augusztus 8-án érkezett Pestre, a hatnapos ünnepség pedig augusztus 15-e és 20-a között zajlott le, nagy sikerrel, nagy létszámú közönség előtt. Nem sokkal ezután felröppent a hír, miszerint a Nemzeti Színház felújítja a Szép Ilonkát a Wagner-párti Huber Károly vezényletével, de végül ez nem valósult meg.

### Az utolsó évek
Zeneszerzői termékenységére nyilván nem volt jó hatással, hogy a Rózsavölgyi Gyula halála után a Rózsavölgyi céget megöröklő "és Társa" Grinzweil Norbert Mosonyit megbízta Beethoven kilenc szimfóniájának négykezes átiratának elkészítésével. Ez több évig tartó embert próbáló munka, de több is annál: mert e páratlan remekmű-sorozat tükrében, akarva, nem akarva, az átírónak szembesülnie kell önmagával is. Egy ilyen feladat egy olyan érzékeny, kísérletező szellemű zeneszerzőre, mint Mosonyi, lehet inspiráló, de letaglózó hatású is. Zongorakíséretet írt Füredi Mihály 25 magyar népdalához, ez utóbbi bemutatása az egyetlen alkalom volt, hogy Mosonyi zongorista minőségében lépett a közönség elé. Február 18-án a Magyar Zenészsegélyező Egylet javára rendezett hangversenyen Füredi elénekelte a közös mű több dalát Mosonyi zongorakíséretével. 1867-ben a zeneszerző belefogott a Kéthangú magyar dalok című átirat sorozatába, de már nem fejezte be. Ennek elsősorban a közönség megváltozott ízlése volt az oka. A kiegyezés után ugyanis a nagyközönség megtagadta korábbi eszményeit, és másfajta elvárásokkal fordult a művészek felé.
Mosonyi azonban nem vonult teljesen vissza: társaival sikerült kivívnia Liszt Koronázási miséjének pesti előadását, győzedelmeskedve a Liszt-ellenes udvari intrika fölött. Az év egyik legfőbb zenei eseménye volt az Aradon megalakult Országos Daláregyüttes, melynek titkára Ábrányi Kornél lett. Mosonyi a kezdetektől fogva idegenkedve szemlélte a daláregyüttes működését, és egyébként is távol tartotta magát a dalárdáktól, és a központi igazgatói választmányban sem óhajtott részt venni. Hamar rádöbbent ugyanis, hogy a dalárdázás nem vezet a mélyebb zenei műveltség kialakulásához a közönségben, és nem lehet a világszínvonalú magyar zenei élet megteremtésének az eszköze sem.
A következő évben csak egyetlen zenemű került ki a keze alól: a Szentelt hantok című kórusmű. Még az év elején, mindenki nagy meglepetésére, elvállalta a gróf Festetics Pál elnöksége alatt megalakult Zenekedvelők Egyletének karnagyi tisztségét. A felajánlott tisztséget azonban csak azért fogadta el, hogy a szépreményű egyletet megmentse a teljes széthullástól. Amint novemberben Thern Károly személyében biztosítva látta utódját, lemondott, nem vágyott karnagyi babérokra. Az egyletet továbbra is pártolta, továbbra is komponált nekik kisebb műveket, kézirataival gazdagította a könyvtárukat. Úgy gondolta, végre megtalálta azt az intézményt, amelynek segítségével megvalósíthatja terveit.

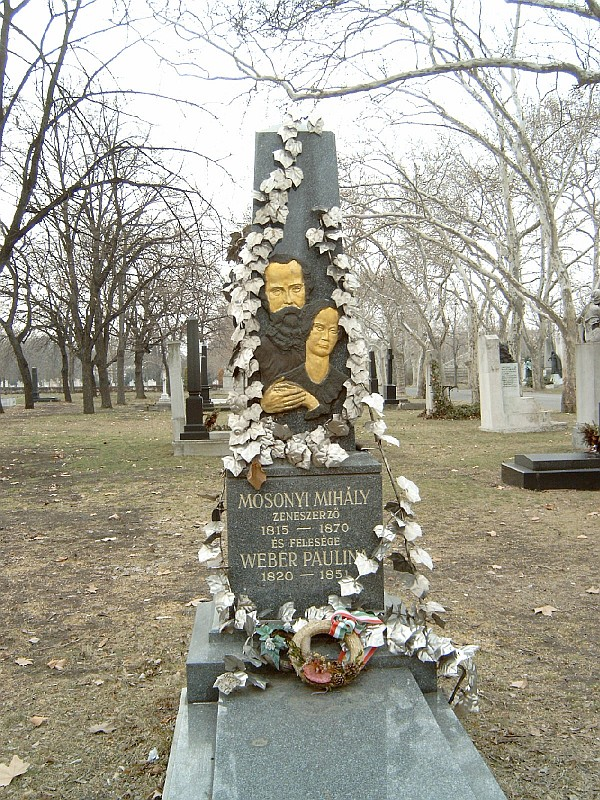
Mosonyi Mihály sírja Budapesten. Kerepesi temető: 29/2-3-1 (Varga Imre szobrász műve)

1870-ben a Nemzeti Színház új igazgatója, gróf Zichy Antal, véget akart vetni az operaműsort bíráló támadásoknak, ezért operabíráló bizottságot hívott életre színházi muzsikusokból és kültagokból. A bizottság két külső tagja Mosonyi és Ábrányi volt. Mosonyi számára a mellőzés hosszú évei után ez igazán méltányos elégtétel volt. Igen buzgón vetette bele magát a munkába, és sokkal többet használhatott volna a színháznak, ha tevékenysége nem korlátozódik csupán néhány hónapra.
Februárban Bartay Ede, a neves fővárosi zenepedagógus értekezletet hívott egybe az országos zeneakadémia megteremtése érdekében. Mosonyit is beválasztotta abba a küldöttségbe, amely a zeneakadémia megalapítása érdekében memorandummal fordult a belügyminisztériumhoz. Mosonyi, ha megérte volna, 1875-ben bekerült volna a Zeneakadémia első tanári testületébe. Végül a Daláregyüttessel is megbékélt, és elfogadta az országos dalár- és zeneünnepély kiegészített művészeti és művezetési szakosztályának tagságát. Májusban a centenáris Beethoven-ünnepség bizottsági tagságával tisztelték meg. Még az előző hónapban, április 12-én, a Zenekedvelők bemutatták Thern Károly vezénylésével Dalra magyar! című kantátáját. A közönség nagy tapssal fogadta a művet, de ez elsősorban az idős mesternek kijáró tisztelet jele volt: a kritikák, még a legjóindulatúbbak is, kénytelenek voltak rámutatni a darab szürkeségére.
Szeptemberben ismét megjelent egy újsághír, amely tudatta, hogy a Nemzeti Színház az Álmos bemutatójára készül. A hónap végén Mosonyi rossz hangulatban utazott Szekszárdra, Augusz Antal kastélyába. Liszt meghívására kelt útra, aki szeptember 29-én, Mihály napját, együtt akarta ünnepelni barátjával. Reményi is ott volt már Szekszárdon, s Mosonyi régi barátai társaságában jobb kedvre derült. Néhány nap múlva azonban elbúcsúzott, és indult vissza Pestre.
A Szekszárdtól a Dunáig tartó úton viharba keveredett. Nyitott szekérben utazott, a szél elsodorta kalapját, majd mikor megkerült a fejfedő, Mosonyi makacsul a fején tartotta az átázott, vizes kalapot még a Pestre vivő gőzhajón is. A betegség két hétig lappangott benne, majd ágynak dőlt. Újabb két hétig élet-halál közt lebegett. Eközben állapota súlyosbodott, ereje egyre inkább elhagyta, és belső nyugtalansága is fokozatosan növekedett (fennhangon számolt, gonosz emberekről vizionált). Egy hétfői napon, 1870 október 31-én, délután fél ötkor meghalt. A kellemetlen, esős idő nem tette lehetővé, hogy méltó gyászszertartást tartsanak számára, ennek ellenére nagy és díszes temetés szemtanúi lehettek a részvevők.
Liszt szerette volna, ha Mosonyi szellemi hagyatéka nem szóródik szét, hanem együtt őrződik meg az utókor számára. Alakult is egy Mosonyi-társulat, amely a halott zeneszerző műveinek gondozását és kiadatását tűzte ki célul, de végül csak a tisztikar megválasztásáig jutottak el, majd soha többé nem gyűltek egybe. Ennek következtében a zeneszerző kéziratai szétszóródtak az országban. Ábrányi Kornél a temetés után pár nappal gyűjtést rendezett, hogy méltó sírkövet állíthasson barátja emlékére, de csak egy ember adott a célra tíz forintot. Mosonyit nem sokkal halála után elfeledték. A helyzet ma sem jobb. Operái bemutatásra várnak, zenekari és egyházzenei művei közül több is megállná a helyét a hangversenytermekben. A Hungaroton és a Naxos Records ugyan kiadta Mosonyi egyes műveit CD-n, de a hangversenytermekben nagyon ritkán csendül fel egy-egy Mosonyi darab. A zeneszerző halála után 2001-ig kellett várni, hogy ismét egy Mosonyi szerzői estet rendezzenek Magyarországon.

## Munkássága
Mosonyi zeneszerzőként hamar Liszt és Wagner irányának híve és lelkes propagálója lett. Tehetségét céltudatosan állította a magyar műzene fejlesztésének szolgálatába. Elsősorban dalai, zongoradarabjai és kórusművei képviselték a magyaros hangot művészetében, de kísérletet tett a tisztán magyar zenei elemekből építkező opera megalkotására is. Zeneműveit határozott művészi elveket követve komponálta. Műveit változatos, gazdag invenció jellemzi. Mosonyi legfőbb zeneszerzői jellemzője volt a legkomolyabb szépségideál áhítatos tisztelete. Munkáiból életében és napjainkban is kevés látott napvilágot nyomtatott kiadásban.

### Operái
Bár Mosonyit operaszerzőként tartjuk számon, meg kell állapítanunk, hogy egyike volt azon kevés jelentős zeneszerzőknek, akik sosem hallhatták saját főműveiket. Első munkája, a Kaiser Max bemutatójától eltekintett, mert a mű komponálásának befejező szakasza egybeesett gyökeres stílusváltásával. A Szép Ilonka előadását nem támogatta, mert nem értett egyet a jelentős húzásokkal, amit a kor színházi esztétikája és a közönség elvárásai miatt operáján elvégeztek. Az Álmos bemutatóját ő maga akadályozta meg, Wagner iránti szolidaritás miatt, ami tragikus tévedés volt. A zenetörténészek és zenetudósok értékelései és ítéletei magukon viselik koruk szellemének lenyomatát, túl nagy jelentőséget nem szabad tulajdonítani ezeknek. Auditív kontroll híján ugyanis túl nagy a hibalehetőség, ahogyan ez Erkel István királyának esetében történt, amelyet az újkori bemutatóig Erkel leggyengébb operájának minősítettek. Mosonyi operáinak hiteles értékelésével várni kell a hiteles előadásokig, amellyel a magyar zenei élet a szerző születésének 200. évfordulóját követően is adós maradt.

### Egyházi zenéje
Mosonyit a XIX. század középső harmadának legjelentősebb magyar egyházzeneszerzőjeként lehet minősíteni. Ez a megállapítást maga Liszt hitelesíti. Mind a művek mennyisége – öt mise, számos motetta – mind minőségük ezt igazolja. IV. A-dúr miséje nem csak az életmű, hanem a kor magyar egyházzenéjének csúcspontja is.

### Egyéb vokális művei
Operáin kívül Mosonyi számos kórusművel és néhány kantátával gazdagította a magyar vokális zeneirodalmat. Kórusművei nem túl jelentősek: a kor átlag színvonalán állnak, olykor csak alkalmi jelleggel vetette őket papírra, mégis elsősorban ezeknek köszönhette, hogy az 1860-as években megugrott a népszerűsége. Ez nyilvánvalóan a korszak dalárdamozgalmával magyarázható. Legjelentősebb világi vokális művét, a Tisztulás ünnepe az Ungnál a 886-i esztendőben című kantátát, tulajdonképpeni 3. szimfóniája, szintén az asztalfiókban maradt, a zeneszerző életében nem mutatták be.
A darab bevezető zenéjének jelentősége abban áll, hogy színmagyar szimfonikus zene, szemben Erkel operanyitányaival, ahol magyaros–olaszos–németes szakaszok váltakoznak. Ebben a műben Mosonyinak sikerült megszabadulnia korábbi magyar hangvételű műveinek merev szerkesztési elveitől is. A témákat motívikus szövésmódra alkalmassá alakította tovább, miután sikerült rátalálnia arra a magyaros zenei alapszövetre, ami alapkövetelménye volt a magyaros stílus megteremtésének. A kantáta szövegét Kazinczy egyik költeménye szolgáltatta. A nyelvújító metrikus sorait Mosonyi verbunkos képletekké, magyaros ritmus alakzatokká oldotta fel. Ebben a művében is felcsendül a Rákóczi-induló dallama, s a Szózat dallamaiból is készített egy témát a szerző. A mű egyes részei Liszt és Wagner témaalakítására emlékeztetnek, az áriák dallamvilágát magyar moll fordulatok színezik, ritmusaikat magyaros hangsúlyeltolódás teszi sajátossá.
Kórusművei közül még figyelmet érdemel a Nemzeti Zenede 25 éves fennállásának ünnepére komponált Ébresztő. A darab igen hatásos férfikar, Balogh Zoltán szövegének a megzenésítése.

### Zenekari művei
Mosonyi első zenekari művei a német romantikus muzsika hatása alatt születtek: Schumann, Mendelssohn és Beethoven hatása érződik rajtuk a leginkább. Egyéni vonások még nem lelhetők fel bennük, de az könnyen megállapítható, hogy a zeneszerző igen alaposan tanulmányozta a korabeli német mesterek zeneművészetét, és rendkívüli formaalkotó képességgel rendelkezik.
Németes korszakának egyik legsikerültebb műve e-moll zongoraversenye. A Rétfalun komponált darabokkal szemben a klasszikus minták helyébe egyértelműen a romantikus mesterek példája lépett. A zeneirodalom első olyan műve, amelynek három tétele egybekomponált, megszakítás nélkül követik egymást. Ebben a tekintetben Mosonyi megelőzte Lisztet.
A magyar zene felé való tájékozódásának első jele volt a 2. (a-moll) szimfónia, amely a német minták mellett már magyaros dallamokat is feldolgoz a mű záró tételében. Ez a műve elveszett.
Ezután Mosonyi – immár "magyar" stíluskorszakában – kísérletet tett az önálló magyar szimfonikus stílus megteremtésére. A honvédek című zenekari fantázia a programzene követelményei szerint épül fel. A darab lendületes, katonás indulóval indít, majd egy rövid átvezető rész következik, ezután pedig egy csatajelenet ábrázolása. Ebben a részben az induló témáit darabokra bontotta a szerző, és beledolgozta a zenei szövetbe a Rákóczi-induló egy-egy motívumát is. A csatajelenet végül egy siratóba torkollik, amelynek hömpölygését megszakítja a távoli emlékként visszhangzó Kossuth- és Rákóczi-motívum.
Az ezután írt Ünnepi zene három főtémából áll: a szonátaforma főtémája a "bús magyar"-t jeleníti meg, a szerző itt egy korábbi zongoradarabját dolgozta fel. A "víg magyar"-ban egy Bihari János-melódiát dolgozott fel, míg a harmadik rész Egressy „Szózat”-a, amely kétszer hangzik fel a műben, teljes egészében. Ez a műve Lisztet is megihlette, "Szózat és magyar Himnusz" c. fantáziájának megírására.
A zeneszerző számos korábbi zongoraművét is meghangszerelte ez idő tájt (Gyászhangok Széchenyi halálára, Hódolat Kazinczy Ferenc emlékének), utóbbiban szerepel először a cimbalom, mint a klasszikus szimfonikus zenekar hangszere, Erkelt ez ihlette arra, hogy a Bánk bánban a cimbalmot a zenekarban szerepeltesse Melinda áriájában és őrülési jelenetében. Mosonyi ezekben a műveiben sajátságos magyar műfajok, jellegzetes hangszínek kialakítására, különleges, nemzeti hangszerek alkalmazására törekedett.

### Zongoradarabjai
1849 előtti darabjai nem maradtak ránk, első fennmaradt zongoraművei viszont nyomtatásban jelentek meg, a Drei Klavierstücke (Három zongoradarab) és a Zwei Perlen (Két gyöngyszem) a német romantikán belül is jelentősek, a Két gyöngyszem némely elemei az érett Brahmsor előlegezik meg.
Mosonyi első műve, amelyet Mosonyi Mihály, s nem Michael G. Brand aláírással látott el, a Hódolat Kazinczy Ferenc szellemének című zongoradarab volt. A Hódolat hangvétele rapszódiaszerű, egy lassú és egy friss szakaszból épül fel. Ihletője a század magyar tánczene-stílusa, illetve Liszt Ferenc híres Magyar rapszódiái, de Mosonyi nem mások témáit használta fel. Művének formai megoldásai is tervszerűbbek és tisztábbak, mint a Liszt-rapszódiák esetében. Főleg a lassú rész felépítése sikerült jól: három visszatérő témára épül, a dalformát és a szonátaformát ötvözte benne. A friss rész szerkezete jóval egyszerűbb: egy háromtagú visszatérő forma, szabályos arányokkal. A műben a zeneszerző a verbunkos ritmikát és a rapszódia formát társította nyugat-európai zeneszerzői technikával, vagyis a hagyományosat ötvözte az újjal, ezzel kísérelve meg egy új zenei nyelv kialakítását.
Mosonyi másik jelentős zongoraműve a Magyar gyermekvilág című sorozat. A művet szokás Schumann Kinderszenenjével összevetni, holott vajmi kevés közük van egymáshoz. Schumann, a nyolcgyermekes apa, megkapó hitelességgel idézi darabjaiban a gyermeklélek rezdüléseit, az ő művei gyerekdarabok gyerekeknek. Mosonyi 12 darabjában viszont a gyermeki élet egy-egy külső eseményét formálta muzsikává, e karakterképek gyermekkorának hiteles emlékei. A darabok komponálása közben többnyire a háromrészes visszatérő szerkezettel élt, de komponált egy-egy lassú–friss tagolású rapszódiát és rondót, sőt miniatűr szonátát is. A Magyar gyermekvilág szép példája annak, hogy a magyar tánczene bensőséges léle2kábrázolásra is alkalmas. A 12. darab (Búcsú) vásári kavargásában mozaikszerűen egymást váltják a szülőfalujában élő három nemzetiség (német, magyar, zsidó) zenei elemei. Így ez talán az első műzenei megjelenítése a magyarországi zsidó zenei kultúrának, bár csak néhány ütem erejéig.

## Műveinek jegyzéke

### Operák
- Kaiser Max auf der Martinswand 1846–1857
- Szép Ilonka 1861
- Álmos 1862[29]

### Kantáták
- A tisztulás ünnepe az Ungnál a 886-ik esztendőben 1859–1860
- Dalra magyar! 1869
- Cantate a zenekedvelők dalcsarnokának megnyitási ünnepségére 1870[29]

### Kórusművek
- Chor zur Feyer des Tondichters Herrn Fr. Erkel 1844
- A dalárda 1857
- Üdvözlettel 1857
- Völkerfrühling 1857
- Fel fel a vérző kebelről 1863
- Tavaszi dal 1863
- Keserű pohár 1863
- Bordal 1864
- A nagyszombati dalárda jelvénye 1864
- Kemény-induló 1865
- A pacsirta 1865
- Ébresztő 1865
- Szellemvilág 1865
- Dalárok karéneke 1866
- Magyar dalárinduló 1866
- Szentelt hantok 1868–1869
- Gróf Batthyányi Lajos emlékének 1870[29]

### Dalok
- An Irma
- Aus einsamer Zelle
- Du schönes Fischermädchen 1853
- Ob ich dich liebe?
- Wiegenlied
- Wunsch im Frühlinge
- Sechs Lieder 1853
- Schiflieder 1854
- A szerelem, a szerelem 1860
- Letészem a lantot 1863
- Hat népdal 1863
- Gara Mária 1864
- Mátyás anyja 1864
- Szentelt hantok 1869
- Boldogság emléke 1870[29]

### Egyházzenei művek
- Öt mise 1842 és 1866 között, a 2. és 5. elveszett
- Jubilate deo Graduale 1843
- Ave verum ?
- Tui sunt ?
- Ave Maria ?
- Lauda Sion 1855
- Offertorium és Graduale Liszt Ferenc Esztergomi miséjéhez
- Halotti ének 1865
- Libera 1870[29]

### Zenekari művek
- h-moll nyitány 1841–1842
- 1. (D-dúr) szimfónia 1844
- 2. (a-moll) szimfónia 1856, elveszett
- e-moll zongoraverseny 1844
- A honvédek- fantázia 1860
- Gyászhangok Széchenyi István halálára 1860
- Hódolat Kazinczy Ferenc szellemének 1860
- Ünnepi zene 1860[29]

### Kamarazenei művek
- Grand duo zongorára, négy kézre 1837–1838
- Ballada hegedűre, zongorakísérettel 1841, elveszett
- Hat vonósnégyes, az 1830-as évek végétől, az 1840-es évek derekáig
- Vonóshatos 1844
- Grand Nocturne 1845
- Premier Trio 1845
- Románc hegedűre zongorakísérettel 1861 elveszett
- Ünnepi zene zongorára, négy kézre 1861
- Az égő szerelem hármas színe zongorára, négy kézre[29]

### Zongoraművek
- Drey Klavierstücke 1855
- Zwei Perlen 1856
- Pusztai élet 1857
- Magyar gyermek világ 1859
- Hódolat Kazinczy Ferenc szellemének 1859
- Tanulmányok zongorára, a magyar zene előadás képzésére 1860
- Magyar zene
- Gyászhangok Széchenyi István halálára 1860
- Bandérium-indul 1867[29]

### Átiratok, hangszerelések
- Julius Hven Ruderlied-jének hangszerelése, 1843
- Magazzari: Römische Volkshymne-jének hangszerelése, 1847
- A Marseillaise meghangszerelése, 1848
- Schubert Erlkönig-jének meghangszerelése, 1853
- Liszt Esztergomi miséjének átirata zongorára, négy kézre, 1860
- Népdalátiratok zongorára négy füzetben, 1860–1861
- Új évi ajándék-Bernát Gáspár 6 magyar dallamának zongoraátirata, 1861
- Több ismeretlen szerző művének átirata énekhangra, zongorakísérettel: Magyarország fényes csillag; Hogy álmom édesebb legyen; Nem vagy te szép, azt mondom én; Tiszán innen, Tiszán túl, 1862–1863
- Magyar zene zongorára, Palotási János Galgóci emlék című darabja nyomán, 1862
- Rákóczi-induló zongorára, 1863
- Szabad gondolatok Frank Ignácról, zongoraátirat, 1864
- Beethoven kilenc szimfóniájának zongoraátirata négy kézre, 1864
- Zongorakíséret Füredi Mihály 25 magyar népdalához, 1866
- A Himnusz és a Szózat átirata két énekhangra, zongorakísérettel, 1867
- Hertelendy ezredesnek indulója Ulmnál, feldolgozás vegyeskarra és zenekarra, 1869[29]